# Sintmannsbuch
Sintmannsbuch (fränkisch: „Simersbuch“) ist ein Gemeindeteil der Gemeinde Gerhardshofen im Landkreis Neustadt an der Aisch-Bad Windsheim (Mittelfranken, Bayern). Sintmannsbuch liegt in der Gemarkung Kästel.

## Geografie
Die Einöde liegt inmitten der Seebachweiher, die die Seebach speisen, einen linken Zufluss der Regnitz. Im Norden gibt es einen Modellflugplatz. Noch weiter nördlich liegt das Waldgebiet Sixtenhaid. 0,5 km südöstlich erhebt sich der Wolfberg (355 m ü. NHN) inmitten des Waldgebietes Langenlohe. Im Südwesten grenzt das Langholz an. Eine Gemeindeverbindungsstraße führt zu einer Gemeindeverbindungsstraße bei Emelsdorf (1,5 km nordwestlich) bzw. nach Oberreichenbach zur Kreisstraße ERH 15 (2 km südöstlich).

## Geschichte
Der Ort wurde 1348 als „Sigmanspuech“ erstmals urkundlich erwähnt, 1506 als „Simerspuch“. Zu dieser Zeit gehörte die Mehrzahl der Anwesen der Dompropstei Bamberg, die Reichsstadt Nürnberg war dort auch begütert.
Im 17. Jahrhundert ließ sich eine Familie aus Siebenbürgen in Sintmansbuch nieder. Gegen Ende des 18. Jahrhunderts gab es in Sintmannsbuch 3 Anwesen (2 Huben, 1 Hof). Das Hochgericht übte das Amt Büchenbach im begrenzten Umfang aus. Es hatte ggf. an das Centamt Herzogenaurach des Hochstifts Bamberg auszuliefern. Das Hochgericht wurde vom brandenburg-bayreuthischen Kasten- und Jurisdiktionsamt Dachsbach teilweise angefochten. Die Dorf- und Gemeindeherrschaft und die Grundherrschaft über alle Anwesen hatte das Amt Büchenbach.
Von 1797 bis 1810 unterstand der Ort dem Justizamt Dachsbach und Kammeramt Neustadt. Im Rahmen des Gemeindeedikts wurde Sintmannsbuch dem 1811 gebildeten Steuerdistrikt Weisendorf zugeordnet, ab 1813 gehörte es dem Steuerdistrikt und der Ruralgemeinde Birnbaum an. Mit dem Zweiten Gemeindeedikt (1818) wurde es der neu gebildeten Ruralgemeinde Kästel zugewiesen. Am 1. Juli 1971 wurde Sintmannsbuch im Zuge der Gebietsreform in Bayern nach Gerhardshofen eingemeindet.

## Einwohnerentwicklung
| Jahr      | 001818 | 001840 | 001861 | 001871 | 001885 | 001900 | 001925 | 001950 | 001961 | 001970 | 001987 | 002016 | 002020 |
| Einwohner | 6      | 36     | 20     | 25     | 35     | 21     | 8      | 15     | 16     | 6      | 11     | 9      | 9      |
| Häuser    | 1      | 4      |        |        | 5      | 4      | 1      | 2      | 2      |        | 2      |        |        |
| Quelle    | [ 13 ] | [ 14 ] | [ 15 ] | [ 16 ] | [ 17 ] | [ 18 ] | [ 19 ] | [ 20 ] | [ 21 ] | [ 22 ] | [ 23 ] | [ 24 ] | [ 1 ]  |

## Religion
Der Ort ist seit der Reformation evangelisch-lutherisch geprägt und war ursprünglich nach Weisendorf gepfarrt, seit der ersten Hälfte des 19. Jahrhunderts ist die Pfarrei St. Peter und Paul (Gerhardshofen) zuständig.